# Industry (televisieserie)
Industry is een Brits-Amerikaanse dramaserie, die in première ging op 9 november 2020 op HBO in de Verenigde Staten en op 10 november 2020 op BBC Two in het Verenigd Koninkrijk. In december 2020 werd het verlengd voor een tweede serie die in première ging op 1 augustus 2022. In oktober 2022 werd de serie verlengd voor een derde serie.

## Inhoud
Het verhaal draait om een groep jonge afgestudeerden die hun carrière beginnen bij het Britse financiële bedrijf Pierpoint & Co, een prestigieuze investeringsbank in Londen. Ze moeten zich intern bewijzen tegenover hun collega's, want slechts de helft van de kandidaten krijgt een vaste aanstelling.

## Rolverdeling
| Acteur          | Personage             |
| --------------- | --------------------- |
| Marisa Abela    | Yasmin Kara-Hanani    |
| Myha'la Herrold | Harper Stern          |
| Harry Lawtey    | Robert Spearing       |
| Ken Leung       | Eric Tao              |
| David Jonsson   | Augustus "Gus" Sackey |
| Conor MacNeill  | Kenny Kilbane         |
| Freya Mavor     | Daria Greenock        |

## Afleveringen
| Seizoen | Seizoen | Afleveringen | Afleveringen | Originele uitzenddatum | Originele uitzenddatum |
| Seizoen | Seizoen | Afleveringen | Afleveringen | Eerste uitgezonden     | Laatste uitgezonden    |
| ------- | ------- | ------------ | ------------ | ---------------------- | ---------------------- |
| 1       | 1       | 8            | 8            | 9 november 2020        | 21 december 2020       |
| 2       | 2       | 8            | 8            | 1 augustus 2022        | 19 september 2022      |